# Maneepong Jongjit

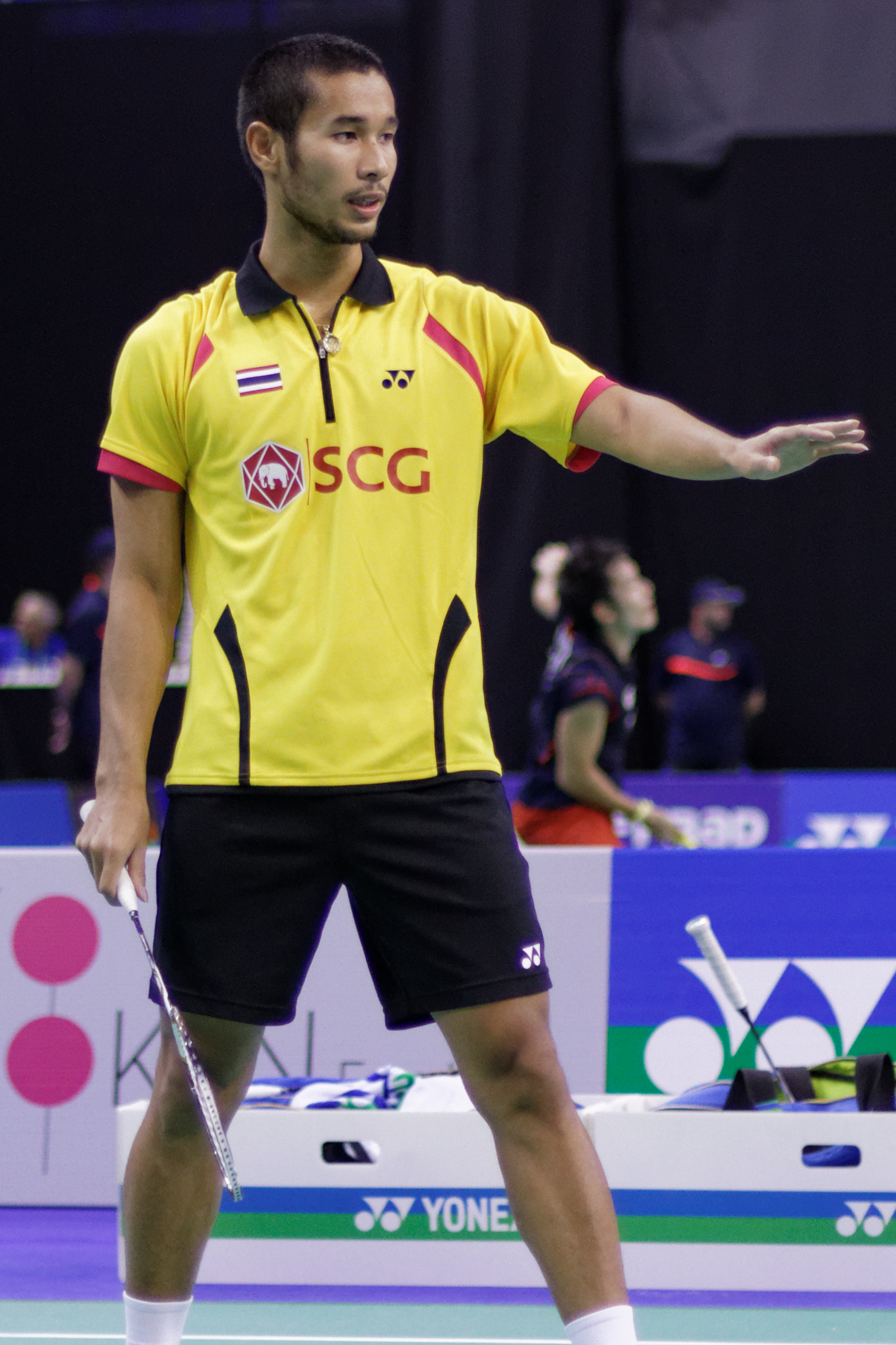
Maneepong Jongjit, French Super Series 2013.

Maneepong Jongjit (Thai: มณีพงศ์ จงจิตร; * 21. März 1991 in Phuket) ist ein thailändischer Badmintonspieler. 

## Sportliche Karriere
Als Junior verzeichnete Maneepong Jongjit seinen ersten großen Erfolg, als er das Viertelfinale bei der Badminton-Juniorenweltmeisterschaft 2008 im Doppel mit Bodin Isara erreichte. Bei den Südostasienspielen 2009 schieden sie jedoch schon im Achtelfinale aus. Bei der Korea International Challenge 2009 schafften sie es bis ins Halbfinale, bei der Proton Malaysia International Challenge 2009 bis ins Finale. Auch bei den Thailand Open 2009 konnten sie bis ins Semifinale vordringen. Die Smiling Fish International Series 2009 gestalteten sie sogar siegreich, nachdem sie im Jahr davor noch im Halbfinale ausgeschieden waren. National machten sie es deutlich besser, als sie 2009 im Herrendoppel thailändischer Meister wurden.
Neben seinen Aktivitäten im Herrendoppel startet Maneepong Jongjit auch regelmäßig im Mixed. 2009 wurde in dieser Disziplin mit Rodjana Chuthabunditkul Juniorenweltmeister. Mit ihr gewann er auch den thailändischen Titel 2009.